# Конан Осіріс
Конан Осіріс, сценічне ім'я Тьяго Міранди (нар. 5 січня 1989) — португальський співак, автор пісень та композитор. Він отримав національне визнання після того, як представив свою пісню «Telemóveis», з якою взяв участь у 2019 Festival da Canção. «Telemóveis» потрапила в португальські тренди YouTube і Spotify після того, як пісня була розміщена в Інтернеті. Представляв Португалію на Євробаченні 2019 року в Тель-Авіві, де посів 15 місце у півфіналі.

## Особисте життя
Тьяго Міранда народився 5 січня 1989 року в Лісабоні, жив у районі Санта-Марія-душ-Олівайш. Кілька років прожив у Агуальва-Качемі, коли навчався в середній школі, а пізніше переїхав до Касена. Наразі живе в Лісабоні. У 2010 році співак закінчив ступінь графічного дизайну в Політехнічному інституті Кастело Бранко. Там він познайомився з Рубеном де Сасоріо, який є його особистим стилістом та костюмером.
У 2012 році Осіріс почав працювати в одному з магазинів відомої португальської мережі секс-магазинів ContraNatura в Лісабоні. У 2018 році, після успіху свого другого альбому «Adoro Bolos», Тьяго залишив роботу в ContraNatura, щоб повністю присвячувати себе музиці.

## Музична кар'єра
Свою музичну кар'єру він розпочав у 2008 році, коли разом з Рітою Морейрою створив групу Powny Lamb. У 2011 році вони випустили EP «Cathedral» через платформу SoundCloud.
Пізніше Тьяго Міранда вирішив використовувати сценічне ім'я Конан Осіріс — «Конан» як посилання на Хлопчика майбутнього, а «Осіріс» — на честь єгипетського бога. Вперше співак використов цей псевдонім у пісні «Secluded», що була написана для дизайнера Iuri, який використав її на модному показі осінь-зима 2013/2014 на ModaLisboa.
У цей період для ModaLisboa були також написані пісні:
- «Evaporate» (Hibu, весна-літо 2014);
- «Pyres» (Gonçalo Páscoa, весна-літо 2014);
- «Tryptich» (Valentim Quaresma, осінь-зима 2014/2015);
- «Selenographia» (Hibu, осінь-зима 2014/2015).[9]

Ці п'ять пісень були включені в EP «Silk» 2014 року, в який також увійшов сингл «Remuneration e Amália», який ознаменував новий напрям у кар'єрі Осіріса, оскільки це була перша пісня, яку він виконав португальською мовою.
У 2016 році співак випустив свій перший альбом, що отримав назву «Música, Normal». Концепцію роботи визначили як стиль «який дає те, що хочеться: сміятися, плакати, танцювати, подорожувати, приймати ванну». Наступного року Осіріс став співавтором альбому «Emotional». Це був перший альбом Ріти Морейри, сценічно відомої як Sreya.
30 грудня 2017 року Конан випускає альбом «Adoro Bolos», який швидко став культовим твором.

### Євробачення

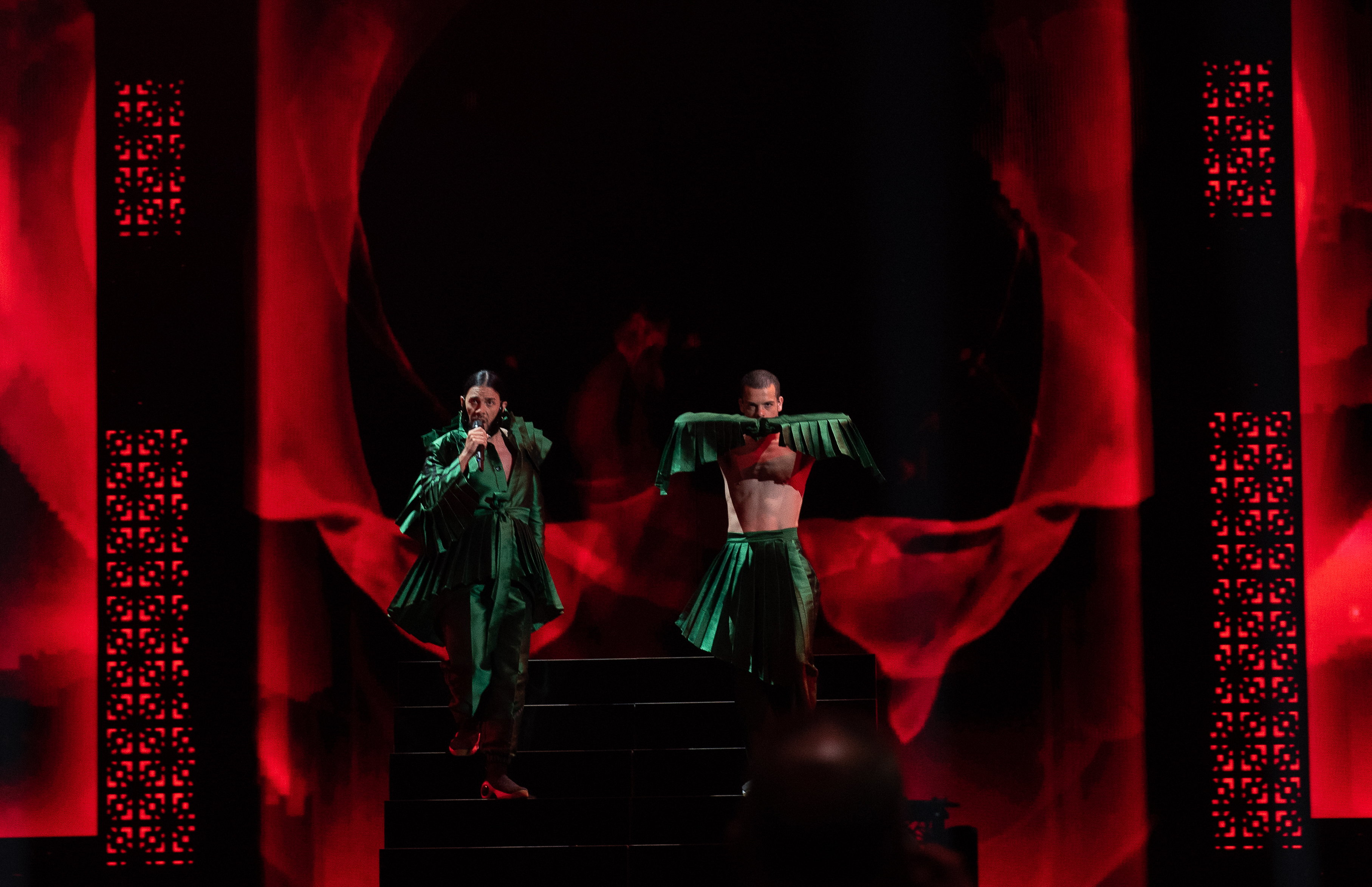
Конан Осіріс разом з Жуаном Рейс Морейрою на сцені Євробачення 2019, Тель-Авів, Ізраїль

У лютому 2019 року Конана Осіріса оголосили композитором та виконавцем пісні «Telemóveis», з якою він взяв участь у музичному фестивалі Festival da Canção 2019, який Португалія використовує як національний відбір на Євробачення. 16 лютого 2019 року співак виступив у першому півфіналі відбору, де отримав максимальні 12 балів від глядачів та 7 балів від журі, та пройшов до наступного етапу. Фінал Festival da Canção 2019 відбувся 2 березня 2019. Осіріс отримав 12 балів як від журі, так і від телеглядачів, завдяки чому став переможцем фестивалю та отримав право представляти Португалію на конкурсі Євробачення 2019.
14 березня 2019 року Португалія виступила в першому півфіналі Пісенного конкурсу Євробачення 2019. Конан виконав свою пісню «Telemóveis» під 15 номером і посів 15 місце, у зв'язку з чим не зміг досягти фіналу. Співак отримав 51 бал, серед яких 43 — від глядачів та 8 — від професійного журі.

## Дискографія

### EP
| Назва     | Дата релізу    | Лейбл        |
| --------- | -------------- | ------------ |
| Cathedral | 2011           | —            |
| Silk      | 24 червня 2014 | AVNL Records |

### Альбоми
| Назва          | Дата релізу    | Лейбл                         |
| -------------- | -------------- | ----------------------------- |
| Música, Normal | 5 серпня 2016  | AVNL Records                  |
| Adoro Bolos    | 30 грудня 2017 | AVNL Records, Ao Sul do Mundo |

### Сингли
| Назва                                               | Рік  | Чарти | Альбом                  |
| Назва                                               | Рік  | AFP   | Альбом                  |
| --------------------------------------------------- | ---- | ----- | ----------------------- |
| «Secluded»                                          | 2014 | —     | Silk                    |
| «Pyres»                                             | 2014 | —     | Silk                    |
| «Evaporate»                                         | 2014 | —     | Silk                    |
| «Remuneration»                                      | 2014 | —     | Silk                    |
| «Selenographia»                                     | 2014 | —     | Silk                    |
| «Amalia»                                            | 2014 | —     | Silk                    |
| «Body (HMMYES)»                                     | 2016 | —     | Música, Normal          |
| «Missingnu»                                         | 2016 | —     | Música, Normal          |
| «Quinoa»                                            | 2016 | —     | Música, Normal          |
| «Majin Bqq»                                         | 2016 | —     | Música, Normal          |
| «Atowa»                                             | 2016 | —     | Música, Normal          |
| «Exame de Pastelaria»                               | 2016 | —     | Música, Normal          |
| «Baba Yaga»                                         | 2016 | —     | Música, Normal          |
| «1Ovni»                                             | 2016 | —     | Música, Normal          |
| «Senpai»                                            | 2016 | —     | Música, Normal          |
| «Yalla 50 Angels»                                   | 2016 | —     | Música, Normal          |
| «Coruja»                                            | 2016 | —     | Música, Normal          |
| «Some»                                              | 2016 | —     | Música, Normal          |
| «Borrego»                                           | 2017 | —     | Adoro Bolos             |
| «Celulitite»                                        | 2017 | —     | Adoro Bolos             |
| «Adoro Bolos»                                       | 2017 | —     | Adoro Bolos             |
| «Ein Engel»                                         | 2017 | —     | Adoro Bolos             |
| «100 Paciencia»                                     | 2017 | —     | Adoro Bolos             |
| «Barcos (Barcos)»                                   | 2017 | —     | Adoro Bolos             |
| «Nasce Nas Acucenas»                                | 2017 | —     | Adoro Bolos             |
| «Nada Nada Nada Nada»                               | 2017 | —     | Adoro Bolos             |
| «Titanique»                                         | 2017 | —     | Adoro Bolos             |
| «Ave Lagrima»                                       | 2017 | —     | Adoro Bolos             |
| «Obrigado»                                          | 2017 | —     | Adoro Bolos             |
| «Telemóveis»                                        | 2019 | 10    | Festival da Canção 2019 |
| «Vinte Vinte» (разом з Ana Moura & Branko)          | 2020 | —     | поза альбомом           |
| «Vinte Vinte (Pranto)» (разом з Ana Moura & Branko) | 2021 | 99    | поза альбомом           |